# Wilhelm Großkopf (Naturwissenschaftler)
Hermann Gustav Karl Wilhelm Großkopf (* 30. Juli 1890 in Hildesheim; † 24. Februar 1955 in Reinbek) war ein deutscher Naturwissenschaftler und Hochschullehrer.

## Leben und Wirken
Nach dem Schulbesuch studierte er und promovierte zum Dr. phil. Schwerpunkte seiner Forschungen waren allgemeine Bodenkunde und Standortlehre, besonders die Erforschung des Profilaufbaus der Waldböden.
Er war zunächst als Dozent an der Technischen Hochschule in Dresden tätig, speziell an deren Abteilung V, der Forstlichen Hochschule in Tharandt. Am 8. Juni 1937 beantragte er die Aufnahme in die NSDAP und wurde rückwirkend zum 1. Mai desselben Jahres aufgenommen (Mitgliedsnummer 4.527.267). 1941 wurde er Dozent für Allgemeine Bodenkunde und forstliche Standortlehre an der Universität Hamburg und Leiter des Reichsinstituts für ausländische und koloniale Forstwirtschaft im Schloss Reinbek. 1943 erfolgte seine Ernennung zum außerplanmäßigen Professor für Allgemeine Bodenkunde und forstliche Standortlehre. Er blieb bis 1945 im Amt und wurde dann mit der Wahrnehmung der Leitung des Instituts für koloniale Bodenkunde und Kulturtechnik beauftragt.

## Schriften (Auswahl)
- Einführung in die Standortverhältnisse des tropischen Westafrika. 1938.
- Das Studium der kolonialen Forstwirte in Hamburg. In: Afrika-Nachrichten, 23/1942, H. 4.
- Entstehung und wirtschaftliche Bedeutung des Humus in einheimischen und tropischen Wäldern. Vortrag. 1944.
- Bestimmung der charakteristischen Feinwurzel-Intensitäten in ungünstigen Waldbodenprofilen und ihre oekologische Auswertung von Wilhelm Großkopf. Krögers Verl.-Anst., Hamburg-Reinbek 1950.